# Echinospartum
Echinospartum là một chi thực vật có hoa thuộc họ Fabaceae. Danh pháp đồng nghĩa là Genista.

## Hình ảnh

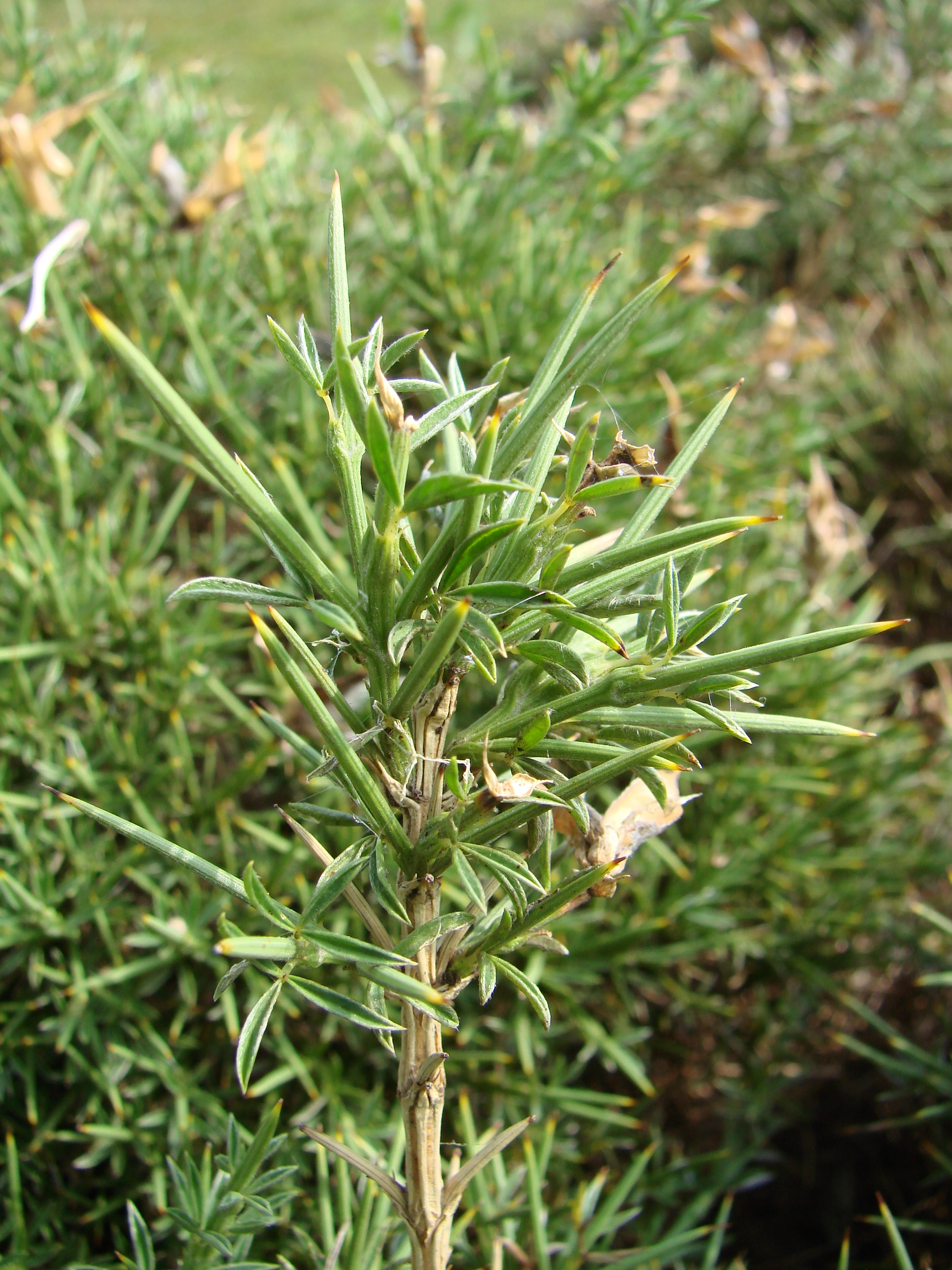
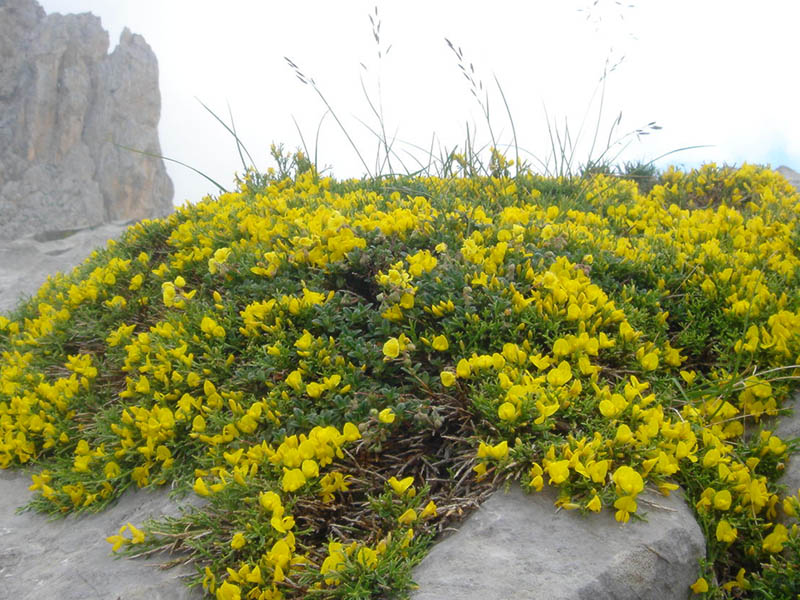
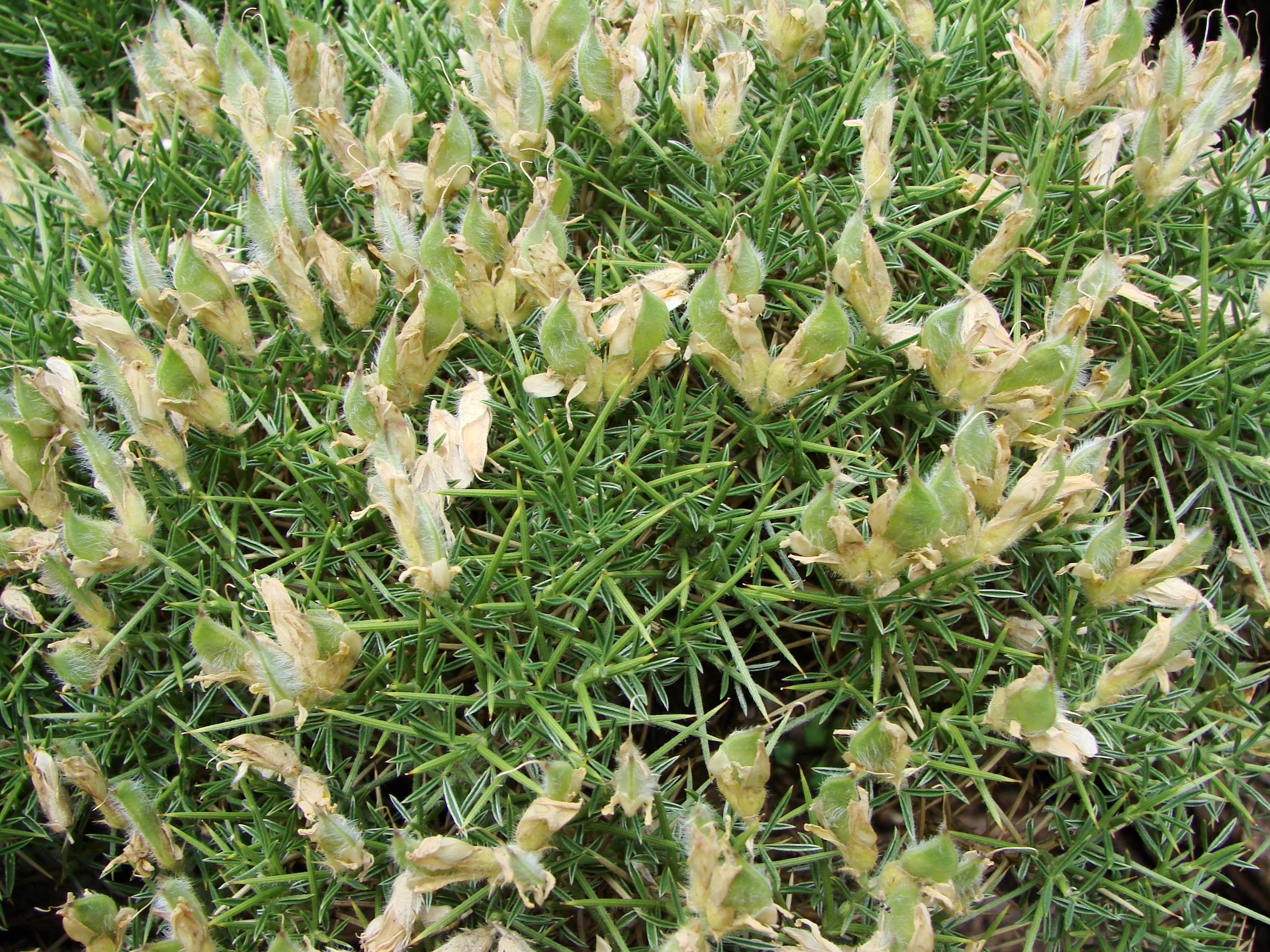

### Các loài
- Echinospartum barnadesii
- Echinospartum boissieri
- Echinospartum horridum
- Echinospartum ibericum
- Echinospartum lusitanicum